# 克拉佩龙路

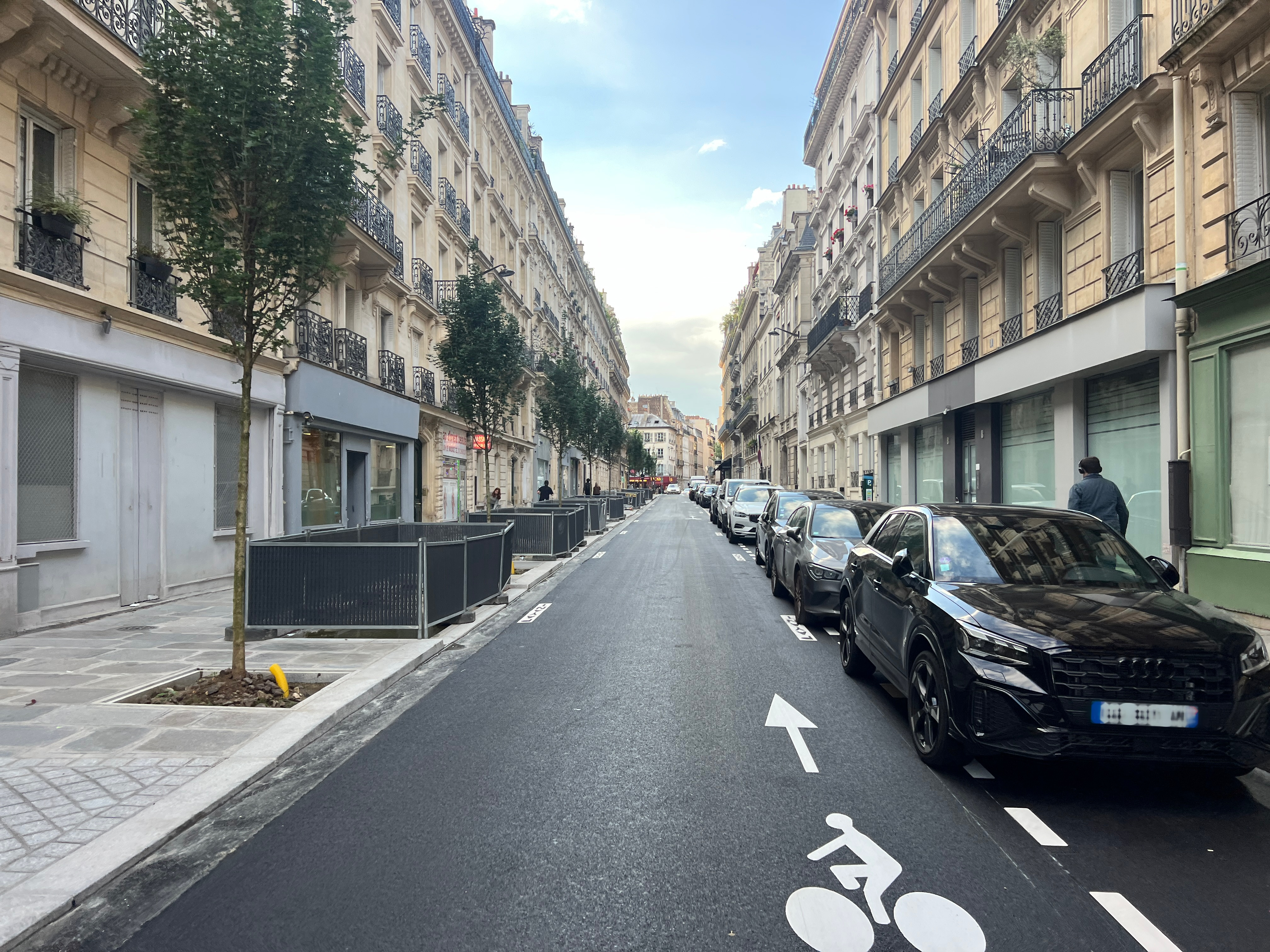
克拉佩龍路（2024年5月）

克拉佩龙路（Rue Clapeyron）est une voie du 巴黎第八区的一条街道，属于欧洲区的一部分。长182米，宽13米。它始于莫斯科路24号，止于Boulevard des Batignolles 31号。

## 名称
克拉佩龙路得名于法国物理学家埃米尔·克拉佩龙 (1799年-1864年)。

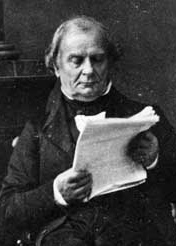
埃米爾·克拉佩龍

## 历史
克拉佩龙路开辟于1867年，同年3月2日命名。